# Meung-sur-Loire
Meung-sur-Loire is een gemeente in het Franse departement Loiret (regio Centre-Val de Loire). De plaats maakt deel uit van het arrondissement Orléans. Meung-sur-Loire telde op 1 januari 2022 6.621 inwoners.

## Geografie
De oppervlakte van Meung-sur-Loire bedroeg op 1 januari 2022 20,35 vierkante kilometer; de bevolkingsdichtheid was toen 325,4 inwoners per km².

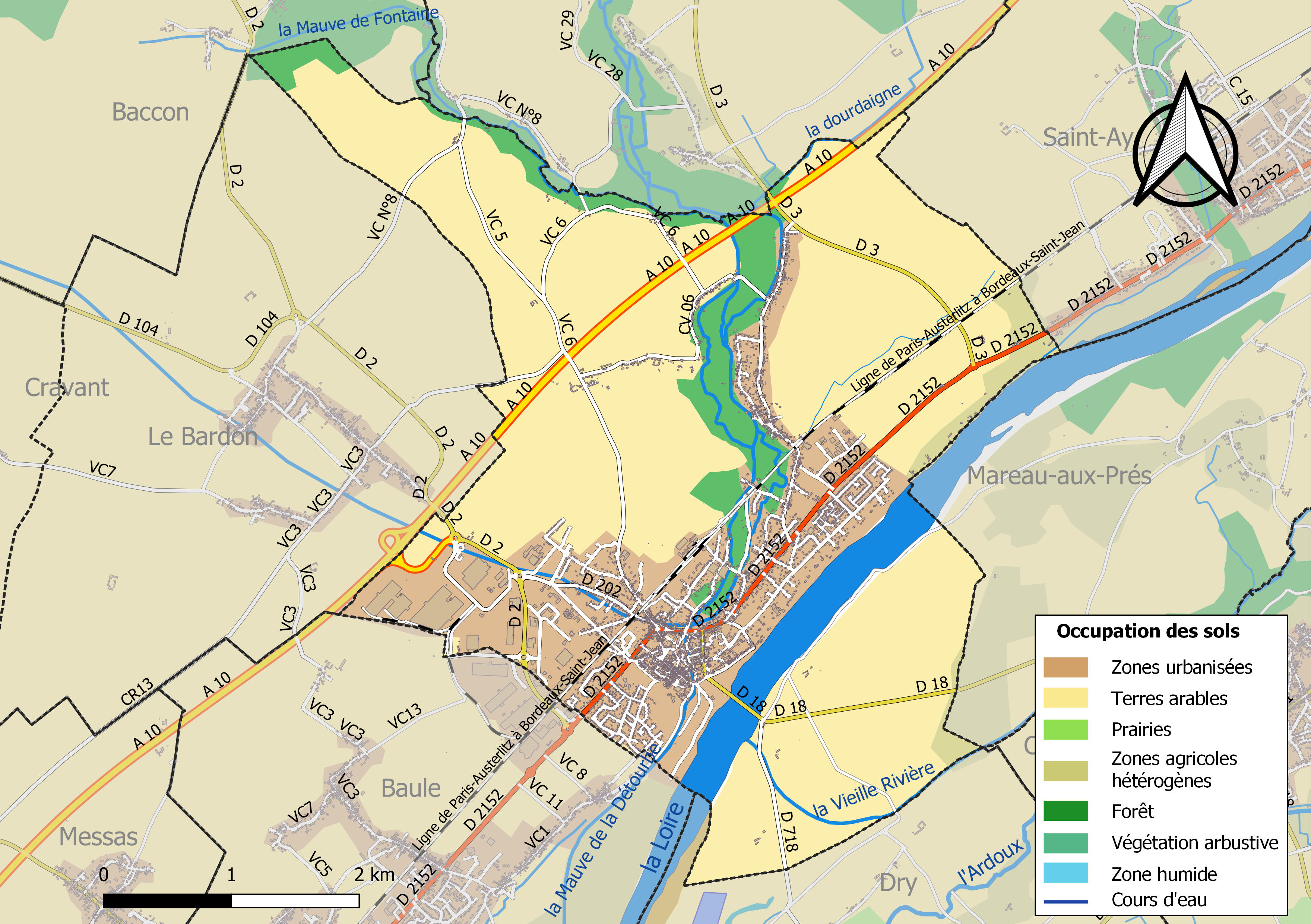
Kaart van de gemeente met de belangrijkste infrastructuur, bodemgebruik en omliggende gemeenten

## Verkeer en vervoer
In de gemeente ligt spoorwegstation Meung-sur-Loire.

## Demografie
Onderstaande figuur toont het verloop van het inwonertal (bron: INSEE-tellingen).

## Afbeeldingen

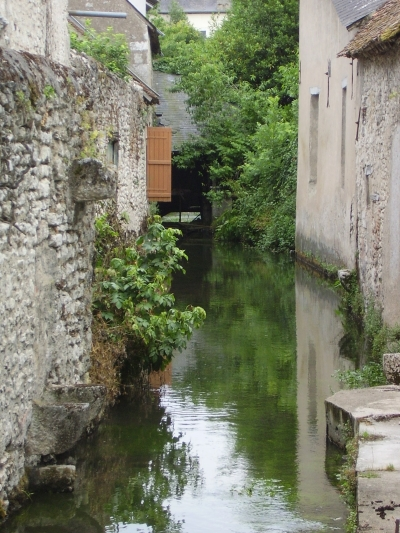
Meung-sur-Loire
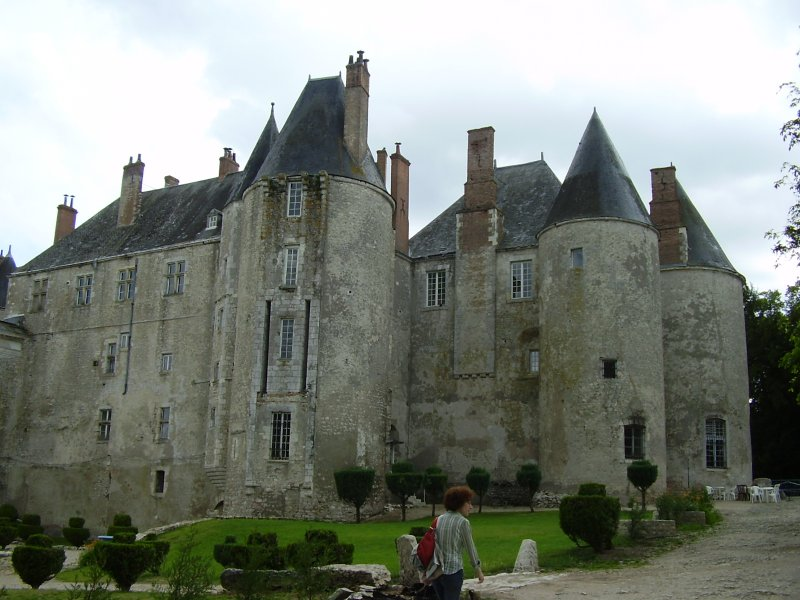
Kasteel
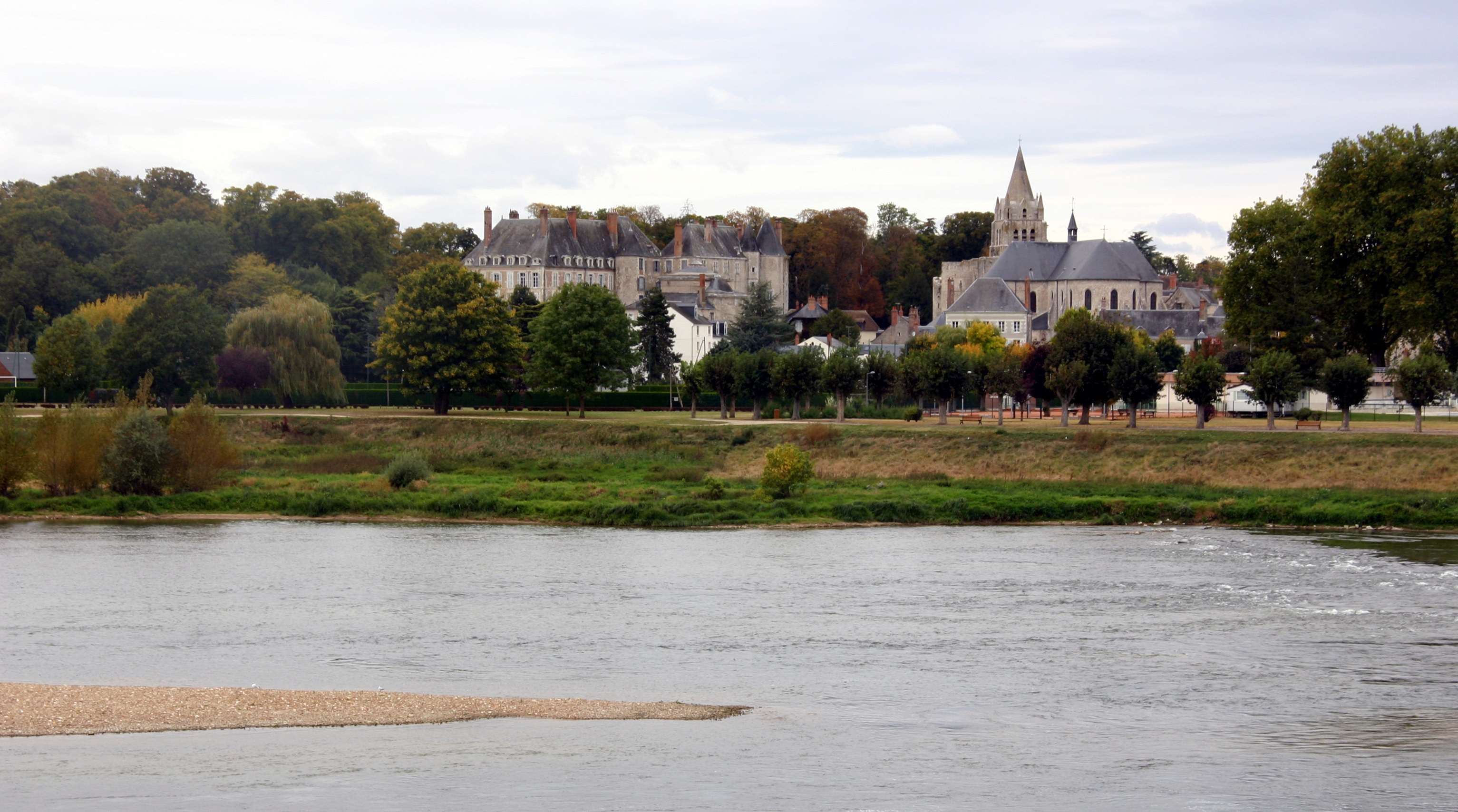
Gezicht op Meung-sur-Loire
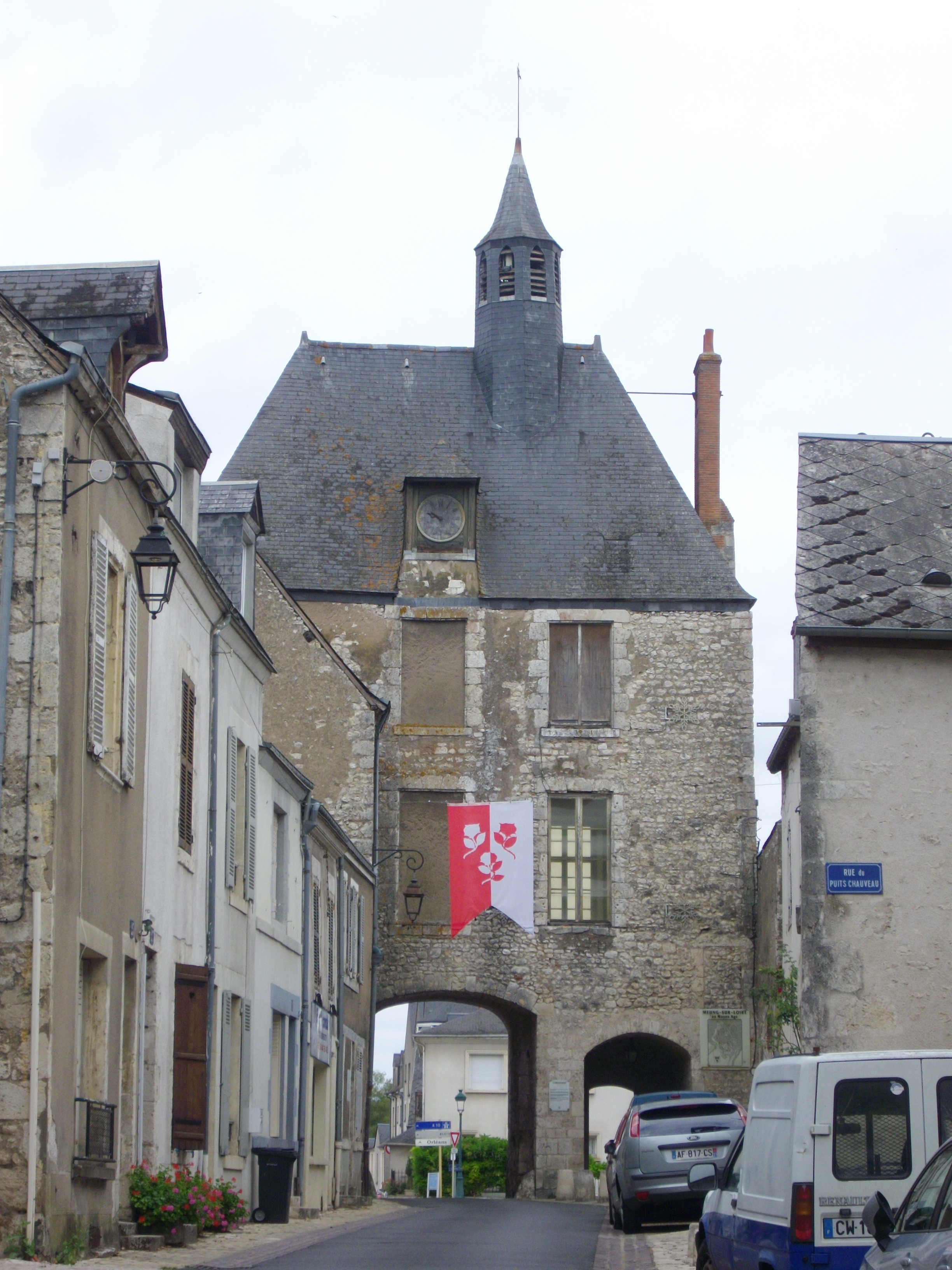
Porte d'Amont

## Geboren in Meung-sur-Loire
- Jean de Meung (circa 1240-1305), een van de auteurs van de Roman de la Rose
- Alain Corneau (1943-2010), cineast